# Plaza de Federico Moyúa
Plaza de Federico Moyúa, conosciuta anche come Piazza Moyúa o Plaza Elíptica, è una piazza situata nel centro di Bilbao, nella parte centrale della Gran Vía de Don Diego López de Haro. La piazza è intitolata a Federico Moyúa, sindaco di Bilbao dal 1909 al 1913 e dal 1924 al 1930.

## Storia
Fu costruita nel decennio degli anni '40 secondo il progetto dell'architetto José Luis Salinas. Sessant'anni dopo, suo figlio Manuel Salinas iniziò il processo di ristrutturazione di questo centro nevralgico della città.
La piazza è stata riaperta nel 1997 mantenendo la sua originale forma ellittica e le aiuole in stile inglese e francese.
Nuovi moderni lampioni in acciaio e panchine funzionali sono stati aggiunti come elementi. Inoltre, la vecchia ed emblematica fonte originale è stata recuperata.
Il 27 marzo 2018, il Consiglio comunale annunciò che avrebbe pedonalizzato Plaza Moyúa e la zona adiacente nel 2019.